# 関西野球専門学校
関西野球専門学校（かんさいやきゅうせんもんがっこう）とは、兵庫県多可町に存在した専修学校。設置者は学校法人アスピア学園。

## 概要
将来は松井秀喜のような大リーガーを育てることを目的として開校された日本初の野球専門学校であった。指導者には日本野球連盟会長や元オリンピックチーム監督などが起用されていた。
学校の理事長は社会人野球・阿部企業の代表が務めており、チームは「アスピア学園」として同じ兵庫県に加盟した。
数年間活動したが、チームとしては後年になると学生ではなく海外リーグの経験者や外国人選手など多様な構成となっていた。
跡地は相生学院高等学校多可校となった。

## 構成
- ベースボールインストラクター科[3]
  - ベースボールインストラクターコース
  - スポーツトレーナー科コース
- 別科[3]
  - 別科・ベースボール指導者の講習コース
  - 中学3年卒業者リトルシニア

開校当初はベースボール最高峰希望科、ベースボールインストラクター科、ベースボールアンパイヤ科の募集であった。

## 沿革
- 1999年4月 私塾として関西野球学校を開校[5]
- 1999年10月 認可を受け関西野球専門学校に改称[5]

## 関連人物
- 酒井勉（監督）
- 田中昌宏（監督）
- 前田勝宏（コーチ兼任選手）
- 藤本貴久（コーチ）
- 岡田英津也（講師）